# O Esquadrão da Morte
O Esquadrão da Morte é um filme brasileiro de 1976, com direção de Carlos Imperial.

## Elenco
- Carlos Vereza - Beto
- Stênio Garcia - Rato Branco
- Edson França - Detetive
- Carlos Imperial - Doutor
- Regina Célia - Lia
- Norma Sueli - Norma
- Clarice Piovesan - Sônia
- Marluce Martins - Suzy Dorel
- Myriam Pérsia
- Beto Bandeira
- Claire Chevalier
- Baby Conceição
- Ura de Agadir
- Clementino Kelé
- Almir Look
- Lajar Muzuris